# Таксономия Блума
Таксономия Блума — это набор из трёх иерархических моделей, используемых для классификации образовательных учебных целей по уровням сложности и конкретности. Три списка охватывают учебные цели в когнитивной, аффективной и психомоторной областях. Список когнитивной области был основным объектом внимания большинства традиционного образования и часто используется для структурирования учебных целей учебных программ, оценок и деятельности.
Модели были названы в честь Бенджамина Блума, который возглавлял комитет педагогов, разработавших таксономию в 1956 году. Он также редактировал первый том стандартного текста, Taxonomy of Educational Objectives: The Classification of Educational Goals.
Таксономия Блума состоит из шести уровней, которые идут от более простых и поверхностных навыков к более сложным и глубоким:
1. Знание (Память): умение запомнить и воспроизвести информацию.
2. Понимание: умение объяснить и интерпретировать информацию.
3. Применение: умение использовать знания и навыки в новых ситуациях или для решения задач.
4. Анализ: умение разложить информацию на составляющие части и выявить их отношения.
5. Синтез: умение объединять, составлять и создавать новое на основе полученных знаний.
6. Оценка: умение оценивать и анализировать работу или результаты на основе критериев.